# Calathea brevipes
Calathea brevipes är en strimbladsväxtart som beskrevs av Friedrich August Körnicke. Calathea brevipes ingår i släktet Calathea och familjen strimbladsväxter. Inga underarter finns listade.